# Torneo Internazionale Femminile Città di Grado 2013
Il Torneo Internazionale Femminile Città di Grado 2013 è stato un torneo di tennis facente parte della categoria ITF Women's Circuit nell'ambito dell'ITF Women's Circuit 2013. Il torneo si è giocato a Grado in Italia dal 27 maggio al 2 giugno 2013 su campi in terra rossa e aveva un montepremi di $25,000.

## Vincitrici

### Singolare
Yvonne Meusburger ha battuto in finale  Katarzyna Piter con il punteggio di 6–2, 6–7(2–7), 6–3

### Doppio
Yurika Sema /  Zhou Yimiao hanno battuto in finale  Viktorija Golubic /  Diāna Marcinkēviča con il punteggio di 1–6, 7–5, [10–7]